# إيفان سيرجي
إيفان سيرجي (بالإنجليزية: Ivan Sergei) هو ممثل أمريكي، ولد في 7 مايو 1971 في الولايات المتحدة.

## أعمال

### أفلام
- (1995) عقول خطرة[4]
- (2006) الانفصال[5]
- (2015) سم كايند أوف بيوتفل[6]

### مسلسلات
- نيو أورليانز
- ميامي
- كاسل

## وصلات خارجية
- إيفان سيرجي على موقع IMDb (الإنجليزية)
- إيفان سيرجي على موقع ألو سيني (الفرنسية)
- إيفان سيرجي على موقع أول موفي (الإنجليزية)
- إيفان سيرجي على موقع قاعدة بيانات الأفلام السويدية (السويدية)
- إيفان سيرجي على موقع إن إن دي بي (الإنجليزية)
- إيفان سيرجي على موقع قاعدة بيانات الفيلم (الإنجليزية)
- إيفان سيرجي على موقع كينوبويسك (الروسية)
- إيفان سيرجي على موقع كينوبويسك (الروسية)